# Lázaro Cárdenas, Atzacan
Lázaro Cárdenas är en ort i Mexiko.   Den ligger i kommunen Atzacan och delstaten Veracruz, i den sydöstra delen av landet, 220 km öster om huvudstaden Mexico City. Lázaro Cárdenas ligger 1 277 meter över havet och antalet invånare är 187.
Terrängen runt Lázaro Cárdenas är huvudsakligen kuperad, men åt nordväst är den bergig. Runt Lázaro Cárdenas är det mycket tätbefolkat, med 1 361 invånare per kvadratkilometer. Närmaste större samhälle är Córdoba, 15,1 km öster om Lázaro Cárdenas. Trakten runt Lázaro Cárdenas består till största delen av jordbruksmark.